# Kewe (île)
L’île Kewe est une île sur le Lualaba (fleuve Congo). Elle est située au Congo-Kinshasa, en amont de Waine-Rukula et Songa. L’île mesure près de 8 km en longueur.